# Ilyodon
Ilyodon é um género de peixe da família Goodeidae.
Este género contém as seguintes espécies:
- Ilyodon whitei